# Gabriel Gómez (kolumbijski piłkarz)
Gabriel Jaime Gómez Jaramillo (ur. 8 grudnia 1959 w Medellín) – kolumbijski piłkarz, grający na pozycji pomocnika. Nosił przydomek „Barrabas”. Jest młodszym bratem Hernána Darío Gómeza, także piłkarza, a następnie byłego selekcjonera reprezentacji Kolumbii.

## Kariera klubowa
Gómez w swojej piłkarskiej karierze reprezentował barwy trzech klubów, w tym dwóch pochodzących z rodzinnego miasta Medellín. Rozpoczynał karierę w Atlético Nacional, z którym pierwszy sukces odniósł w 1981 roku, gdy z klubem wywalczył swoje pierwsze w karierze mistrzostwo Kolumbii. Następny sukces osiągnął z Millonarios FC, gdy w 1987 roku został z nim mistrzem kraju. Rok później wrócił do Medellín, tym razem stając się piłkarzem Independiente. W 1991 roku ponownie został zawodnikiem Atlético Nacional, z którym w 1991 roku po raz trzeci w karierze został mistrzem Kolumbii. W 1995 roku także był mistrzem z tym zespołem, a po sezonie w wieku 36 lat zakończył piłkarską karierę.

## Kariera reprezentacyjna
W reprezentacji Kolumbii Gabriel Gómez zadebiutował 27 października 1985 roku w przegranym 0:3 meczu z Paragwajem (el. MŚ 1986). W 1987 roku był członkiem kadry na turniej Copa América 1987 i z Kolumbią zajął 3. miejsce – w meczu o 3. miejsce z Argentyną (2:1) zdobył pierwszego gola. W swojej karierze ma zaliczony także turniej Copa América 1993, na którym również zajął 3. miejsce.
W 1990 roku Gómez był członkiem reprezentacji na Mistrzostwa Świata we Włoszech. Tam zagrał we wszystkich meczach Kolumbii: grupowych z ZEA (2:0), z Jugosławią (0:1), RFN (1:1), a potem wystąpił także w meczu 1/8 finału z Kamerunem, który piłkarze z Afryki wygrali po dogrywce 2:1 i awansowali do ćwierćfinału. W dwóch ostatnich meczach Gabriel był karany żółtą kartką.
4 lata później Gómez znów pojechał na mundial, tym razem były to Mistrzostwa Świata w USA. Tam zagrał jedynie w przegranym 1:3 meczu z Rumunią, a Kolumbia odpadła już po fazie grupowej.
Swój ostatni mecz w kadrze Gómez rozegrał w 1995 roku. Łącznie rozegrał w niej 49 meczów i zdobył 2 gole.

## Kariera trenerska
Po zakończeniu kariery piłkarskiej Gómez został trenerem. Trenował między innymi Atlético Nacional, z którym w 1998 roku zdobył Copa Merconorte.